# Barbara Moore
Barbara Moore (geboren als Barbara Birkby; * 7. März 1932 in Bradford; † 26. August 2021) war eine britische Pop- und Jazzmusikerin (Gesang, Arrangement, Komposition, auch Piano), die vor allem durch ihre Arbeit für Film, Fernsehen und Rundfunk in Erscheinung getreten ist.

## Leben und Wirken
Moore war Tochter des Jazzmusikers Arthur Birkby, ein Musiker und Arrangeur, der mit Größen wie Joe Loss (der später der Pate von Barbara Moore wurde), Sid Phillips und Jack Payne zusammenarbeitete. Ihre Eltern waren beide talentierte Musiker, und durch die Kontakte ihres Vaters studierte Moore schon in jungen Jahren Jazzpiano. Ihre Ausbildung erhielt Moore an der St. Paul’s School in London, aber nach dem Scheitern der Ehe ihrer Eltern musste sie die Hoffnung aufgeben, die Oxford University zu besuchen. Im Alter von 19 Jahren reiste sie nach Indien, wo sie ihren ersten Musikjob als Pianistin im Taj Mahal Hotel annahm. Nachdem sie in Indien gesundheitliche Probleme bekommen hatte, kehrte sie nach England zurück und schloss sich der rein weiblichen Gesangsgruppe The Ladybirds an. 1964 hatte sie einen Auftritt in der TV-Miniserie Jazz Girl, bei dem sie von der Tubby Hayes Combo begleitet wurde.
Moore verbrachte die 1960er Jahre damit, als Sängerin zu arbeiten, sowohl als Solo-Act als auch als Mitglied von The Ladybirds. Sie lieferte außerdem den Gesangsbeitrag in der Titelmelodie von Simon Templar (einer TV-Serie mit Roger Moore in der Hauptrolle) und war im Soundtrack zu Peter Cook & Dudley Moores Film Bedazzled (1967) beteiligt. Barbara Moore und Dudley Moore waren seit einiger Zeit befreundet, nachdem sie 1959 zusammengearbeitet hatten. 1967 entstanden Aufnahmen, als sie bei Stan Butchers Album Swing Like a B...... mitwirkte.
Ebenfalls 1967 legte Moore ihr Debütalbum A Little Moore Barbara vor, das bei Columbia Records erschien; darauf interpretierte sie Pop- und Jazzklassiker wie Here’s That Rainy Day, Cry Me a River und I Didn’t Know What Time It Was. Mit einer kleinen Tochter aus ihrer Ehe mit dem Musiker Peter Moore balancierte Moore in den folgenden Jahren ihre Karriere als Musikerin mit der Rolle als Mutter. Obwohl sie Ambitionen jenseits von The Ladybirds hegte, hatte das regelmäßige Einkommen als Mitglied der Band ihrer persönlichen Situation entsprochen. So lehnte sie ein Jobangebot des Filmkomponisten John Williams ab, damit sie mit ihrem Kind in England bleiben konnte. Gegen Ende der 1960er Jahre begann sie, sich vermehrt als Arrangeurin zu betätigen. Als Pianistin, Sängerin, Arrangeurin und Komponistin war sie maßgeblich an der Easy-Listening-Produktion Voices in Latin (1968) beteiligt, auf dem auch ihre Version von The Look of Love von Burt Bacharach erschien. 1968 wurde Moore von der EMI gebeten, Arrangements für ein neues Album von Deena Webster bereitzustellen. Scarborough Fair war Moores erster professioneller Arrangeur-Auftrag; 1970 leitete sie dann den Chor bei der Aufnahme von Elton Johns Border Song, und mit ihrer eigenen Gruppe The Barbara Moore Singers lieferte sie den Gesang zu einer Komposition für den Michael-Winner-Film The Games (1970), Warm Summer Rain von Francis Lai.
Moore komponierte des Weiteren Musik für Werbespots und das Produktionsmusikarchiv von De Wolfe Music. Im Laufe ihrer Karriere arbeitete sie u. a. auch mit Jimi Hendrix, Dusty Springfield (I Don’t Want to Go On Without You), Tom Jones und Sandie Shaw zusammen. Als Leiterin der Barbara Moore Singers nahm sie die Folksongs Hey Robin und The Elf auf; sie erschienen 2006 auf der Kompilation Fuzzy-Felt Folk. 1970 wurde sie gebeten, Brian Faheys At the Sound of the Swinging Cymbal für Pick of the Pops auf BBC Radio 2 neu zu arrangieren. Die von Alan Freeman moderierte wöchentliche Sendung hatte die Melodie bereits von 1961 bis 1966 als Thema verwendet, aber Moores bombastisches Blechbläser-Arrangement, gespielt von Brass Incorporated, wurde dort ab 1970 gespielt. Moore schrieb auch Just Like That, das in den 1970er und 1980er Jahren in der Fassung von Brass Incorporated als Thema für Terry Wogans BBC-Rundfunksendung Wake Up to Wogan verwendet wurde.
Moore war schon bei einigen De-Wolfe-Aufnahmen als Sängerin in Erscheinung getreten, wie auf Roger Webbs LPs Moonshade und Vocal Patterns von 1971, aber nach dem Erfolg ihrer Aufträge für die BBC wurde sie gebeten, ihr erstes Album für De Wolfe zu komponieren. Vocal Shades and Tones – mit John McLaughlin als Gastsolisten – wurde 1972 veröffentlicht und im selben Jahr erschienen zwei von Moores Instrumentaltracks auf der Kompilation Synthesis, neben Beiträgen von De-Wolfe-Künstlern wie Simon Hassley und Jack Trombey. Spätere Alben Moores waren Bright and Shining (1981) für das Sylvester-Label und Headline on Hudson.
In den 1970er-Jahren arbeitete Moore weiterhin als Arrangeurin und Sängerin, unter anderem für die TV-Serien Shadows of Fear (1970–73) und Die Füchse (1975), für Jackie Lee und Roger Cook. Ferner wirkte sie als Hintergrundsängerin in zahlreichen TV-Shows mit, u. a. bei In Concert mit Glen Campbell, Bobbie Gentry und Ray Stevens; 1971 gastierte sie im Beat-Club als Solistin. Mit ihrer Gruppe The Barbara Moore Singers wirkte sie am Soundtrack für Film The Ruling Class (1972, Regie Peter Medak) mit und trug zu Keith Roberts’ Album Birds ’n Brass bei. 1978 arbeitete Moore mit ihrem langjährigen Freund Stanley Myers am Soundtrack von The Deer Hunter und 1981 mit John Williams an Jäger des verlorenen Schatzes. Ihr Song Steam Heat erschien auf Shut It: The Music of the Sweeney, dem Soundtrack-Album für das britische Fernsehdrama Police. Eine Reihe von Moores Stücken wurden in späteren Jahren von den New Yorker Produzenten Blockhead und Montoya Beatz für Alben auf De Wolfes neuem BiteHard-Label gesampelt.

## Diskographische Hinweise
- A Little Moore Barbara (CBS, 1967)
- Voices in Latin featuring Barbara Moore: Something Cool (Pulsar, 1968)
- Bright and Shining (Sylvester, 1981)
- Sing Sweet Barbara: Collection 1966–1990 (Kompilation, Vivid Sound, ed. 2001)
- Vocal Shades & Tones (Vivid Sound, 2002)